# Ein freudiges Ereignis
Ein freudiges Ereignis ist eine französisch-belgische Tragikomödie von Rémi Bezançon aus dem Jahr 2011.

## Handlung
Barbara Dray lernt Nicolas Malle in einer Videothek kennen. Nach längerem Flirt mithilfe der Filmtitel treffen sich beide und werden ein Paar. Sie verbringen verliebte Monate miteinander, bis Nicolas eines Tages den Wunsch äußert, ein Kind mit Barbara zu haben. Sie stimmt zu und kann ihm kurze Zeit später mitteilen, dass sie schwanger ist. Statt der schönsten Zeit beginnen damit aber erst die Probleme. Der Geburtstermin im März ist exakt der Zeitraum, der Babs für die Fertigstellung ihrer Doktorarbeit in Philosophie bleibt. Obwohl beide ihren Familien zuerst nichts von der Schwangerschaft erzählen wollen, erfährt es Ninos Mutter Édith direkt von ihrem Sohn, während es Babs’ Mutter Claire indirekt herausbekommt. Auch Babs’ Plan, das Geschlecht des Kindes bis zur Geburt nicht zu wissen, funktioniert nicht, plaudert die Frauenärztin doch aus, dass es ein Mädchen wird. Ihre Doktorarbeit kann Babs kaum weiterschreiben, weil der Alltag unter anderem mit der Namenssuche ausgefüllt ist. Um Zeit für sich zu haben, schwänzt Babs die Geburtsvorbereitungskurse und geht stattdessen ins Kino oder in eine Bar.
Die Geburt wird für Babs zum Albtraum, da der entbindende Arzt Ninos Onkel ist. Da sie die Geburtsvorbereitungskurse nicht mitgemacht hat, ist Babs mit der Situation überfordert und kann ihre Lage nur mäßig verbessern. Nino wird beim Dammschnitt ohnmächtig. Auch die weitere Zeit im Krankenhaus verläuft für Babs teilweise irritierend, so dient sie für die Stationsärzte als Anschauungsobjekt für eine ordentliche Dammschnittnarbe. Vor der Entlassung aus dem Krankenhaus bricht Babs zusammen, da sie Angst hat, den Alltag nicht zu schaffen. Der besteht zunächst aus Kistenausräumen, sind Babs und Nino doch für Tochter Léa in eine neue Wohnung gezogen. Nino hat seine Arbeit in der Videothek aufgegeben und sich einen Bürojob gesucht. Er ist nun häufig auf Arbeit, während Babs immer mehr das Gefühl bekommt, mit Haushalt und Kind alleingelassen zu werden. Negative Folgen der Schwangerschaft, wie Inkontinenz und fehlender Geschlechtsverkehr, kommen hinzu. Weil ihre Mutter ihr davon abrät, besucht Babs einen Stillclub, verteufelt nun das Milchfläschchen und zieht ein Wickeltuch dem Kinderwagen vor. Während die Bindung zu Tochter Leah enger wird, entfremdet sich Babs von Nino. Um ihre Beziehung zu retten, fahren Babs und Nino mit Léa in einen Baby-Club-Urlaub. Der Beziehung hilft das nur kurz – zu Weihnachten trennen sich beide auf Zeit. Babs hat das Gefühl, seit der Geburt Léas nur noch eingesperrt zu sein.
Sie zieht zu ihrer Mutter, während Léa auf Ninos Betreiben bei ihm bleibt. Da sie mit ihrer Doktorarbeit nicht weiterkommt und ihr Professor ihre abgelieferten Seiten als unbrauchbares Stückwerk ansieht, löscht sie ihre Arbeit. Stattdessen schreibt sie den Roman Ein freudiges Ereignis, in dem sie die Zeit der Schwanger- und Mutterschaft verarbeitet. Nach einigen Wochen trifft sie sich erstmals wieder mit Nino und Léa. Beide sprechen sich aus und Babs erkennt, dass, auch wenn eine Beziehung zu Ende gehen sollte, das Leben doch immer weitergeht. Vor allem zeigt Barbara Nicolas einen positiven Schwangerschaftstest, die sie soeben auf der Toilette des Restaurants gemacht hat: Anders gesagt, sie ist zum zweiten Mal schwanger!

## Produktion
Ein freudiges Ereignis beruht auf dem Roman Un heureux événement von Éliette Abécassis, der teilweise autobiografisch ist und in Frankreich eine Debatte auslöste. Die Kostüme schufen Marie-Laure Lasson und Christian Schnezler, die Filmbauten stammen von Maamar Ech-Cheikh.
Ein freudiges Ereignis erlebte am 27. August 2011 auf dem Festival du film francophone d’Angoulême seine Premiere. Er lief am 28. September 2011 in den französischen Kinos an, wo er von rund 460.000 Zuschauern gesehen wurde. Am 4. April 2013 kam er in die deutschen Kinos, nachdem er zuvor bereits Ende 2012 im Rahmen der 12. französischen Filmwoche in Berlin untertitelt gezeigt wurde, und erschien im August 2013 auf DVD.

## Synchronisation
| Rolle         | Darsteller      | Synchronsprecher        |
| ------------- | --------------- | ----------------------- |
| Barbara Dray  | Louise Bourgoin | Anke Kortemeier         |
| Nicolas Malle | Pio Marmaï      | Louis Friedemann Thiele |
| Claire        | Josiane Balasko | Sibylle Nicolai         |
| Tony          | Thierry Frémont | Philipp Schepmann       |

## Kritik
„So ehrlich wurde der Mythos von der glücklichen Elternschaft selten zerpflückt“, stellte Der Spiegel fest, und befand, dass der Film „wichtige Fragen zu modernen Rollenverhältnissen und zur Vereinbarkeit von Beruf und Familie“ stellt. Cinema bezeichnete den Film als „desillusionierende Antiromanze über ein junges Elternpaar“. Der Regisseur entlarvt „voller Charme und Leichtigkeit, aber auch mit beeindruckender Konsequenz […] das freudigste Ereignis in unserem Leben als sentimentale Illusion.“
„Es sind die treffsicheren Pointen und authentischen Details der weiblichen Perspektive, die diese feinfühlige und trotz kleinerer Klischees ehrliche Komödie zu einem freudigen Ereignis machen“, schrieb Die Zeit. Für das Lexikon des internationalen Films war Ein freudiges Ereignis zunächst eine „flott und einfallsreich erzählte "Boy meets girl"-Geschichte“, die im zweiten Teil hingegen zu einer „klamaukhaften Tragikomödie mit realistischem Touch“ werde.